# Croma

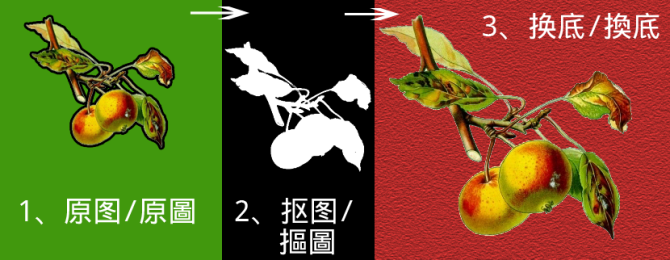
El color verde de la imagen original (primer plano) es reemplazado por otra imagen (fondo).

El croma o clave de color es una técnica audiovisual utilizada ampliamente tanto en cine como en televisión y fotografía, y consiste en extraer un color de una imagen o vídeo (usualmente el verde) y reemplazar la zona que ocupaba ese color por otra imagen o vídeo, con la ayuda de un equipo especializado o un ordenador. Esto se hace cuando es demasiado costoso o inviable rodar al personaje en el escenario deseado, o para evitar el laborioso recorte del personaje fotograma a fotograma (rotoscopia). Para que esto funcione, la ropa del actor o lo que esté delante del fondo no pueden ser del mismo color.

## Historia

### Predecesores
Antes de que se utilizara la técnica conocida como desplazamiento de matte (travelling matte en inglés) y la impresión óptica, la doble exposición se utilizó para introducir elementos que no estaban presentes en la exposición inicial. Esto se hizo por medio de telones negros donde una pantalla verde sería utilizada hoy en día. Así pues, en la película Asalto y robo de un tren (1903) de Edwin S. Porter se utilizó la doble exposición para añadir el paisaje que se tendría que ver desde las ventanas del tren.
Para que las figuras situadas delante del telón se pudieran mover, estas tenían que ser separadas manualmente del fondo negro de cada uno de los fotogramas. En el año 1918 Frank Williams patentó una técnica parecida utilizando el color negro, la cual fue muy usada en películas como El hombre invisible.
En los años 20, Walt Disney utilizó un fondo blanco para incluir actores humanos a sus dibujos animados como se puede ver en Las comedias de Alicia.

### Croma azul
El método del croma azul fue desarrollado en los años 30 por el estudio RKO Radio Pictures. En la RKO, Linwood Dunn utilizó una versión primeriza del matte, que fue la creación de "pañuelos" con los cuales se llevaban a cabo las transiciones de capas, como si de un limpiaparabrisas se tratara. Esto se puede ver en películas como Volando hacia Río de Janeiro (1933). Larry Butler, con una escena en la que aparece un genio escapando de una botella en El ladrón de Bagdad (1940) fue el primero en utilizar correctamente el croma azul, lo cual le llevó a ganar el Óscar a los mejores efectos especiales ese mismo año. En 1950, Arthur Widmer, trabajando para la Warner Bros, empezó a investigar sobre la superposición de capas mediante una luz ultravioleta. También él empezó a desarrollar el uso del croma azul: una de sus primeras películas donde lo hizo fue en la adaptación de 1958 de la novela El viejo y el mar de Ernest Hemingway, protagonizada por Spencer Tracy.
Petro Vlahos fue galardonado con un Premio de la Academia en el año 1964 por la finura con que hizo uso de estas técnicas. La suya en particular destaca por aprovechar el hecho de que la mayoría de objetos reales emiten una intensidad similar de los colores azul y verde, lo que permite utilizarla con elementos traslúcidos y mejora los bordes de los elementos superpuestos. Zbigniew Rybczynski también hizo sus contribuciones a la tecnología del croma azul. Una impresora óptica  con dos proyectores, una cámara de cine y un divisor de fajo sirvieron para combinar el actor delante de un croma azul juntamente con el fondo de la imagen. A principios de la década de 1990, tanto en la televisión británica como en la norteamericana se empezó a utilizar el croma verde en vez del azul para su priorización a la hora de llevar a cabo la selección de color. Durante la década de 1980 se empezaron a utilizar minicomputadoras (conocidos hoy en día como servidores) para controlar la óptica de la impresora. Para la película El Imperio contraataca, Richard Edlund requirió de una impresora óptica cuádruple con la que aceleró el proceso de forma considerable, además de ahorrar dinero. Recibió un Premio de la Academia por su innovación.
Durante décadas, las grabaciones de escenas que requerían un desplazamiento de matte para crear ciertos efectos especiales tenían que hacerse en espacios cerrados al público, de forma que ni el sujeto ni el fondo pudieran sufrir ningún cambio desde la perspectiva de la cámara. Más tarde, con las cámaras controladas por computadora y con tecnología de control de movimiento (motion control en inglés) se alivió este problema.
Los meteorólogos en la televisión, a menudo, utilizan un monitor situado fuera del campo de la cámara donde pueden observar el resultado final de la composición en directo para ver qué es lo que están indicando con las manos en el croma que tienen justo detrás de ellos. Una nueva técnica es la proyección de la composición final de una forma tenue sobre el croma de tal forma que no afecte al resultado final, haciendo que el meteorólogo se pueda mostrar más natural al público.
Algunas películas hacen un uso intensivo de la escenografía virtual para añadir fondos que son construidos íntegramente por imágenes generadas por computadora (computer-generated imagery o CGI en inglés). De esta forma los actores pueden ser filmados por separado y después juntarse en la misma escena. En resumen, la escenografía virtual permite a los actores estar en cualquier sitio sin salir del estudio. Un claro ejemplo es la comedia Tosh.0, conocida por ser rodada íntegramente con un croma verde.
El desarrollo de las computadoras también facilitó la incorporación de movimientos en rodajes compuestos, incluso cuando se utilizaban cámaras de mano. Se pueden colocar puntos de referencia encima de un fondo de color. En la postproducción, una computadora con el programa adecuado puede utilizar las referencias para calcular la posición de la cámara y de esta forma procesar una imagen que coincide perfectamente con la perspectiva y el movimiento del primer plano. Los avances modernos en el programario y el poder computacional han eliminado la necesidad de colocar los marcadores con precisión: el programario muestra su posición en el espacio (una desventaja de esto es que requiere un gran movimiento de cámara, quizás basándose en técnicas modernas de películas donde la cámara siempre está en movimiento).

## Proceso
El tema principal es filmado o fotografiado sobre un fondo que consiste de un solo color o un rango relativamente estrecho de colores, por lo general de color azul o verde, porque estos colores son considerados como la más alejada del tono de la piel. Las partes del vídeo que coincidan con el color preseleccionado se sustituyen por el suplente vídeo de fondo. Este proceso se conoce comúnmente como tecleando, introducir o simplemente una clave.
Ningún elemento de la escena debe ser del mismo color del fondo (pues sería eliminado de la imagen), y en vestuario, peluquería, etc. se deben evitar los bordes poco definidos, ya que será más difícil ajustar el croma.

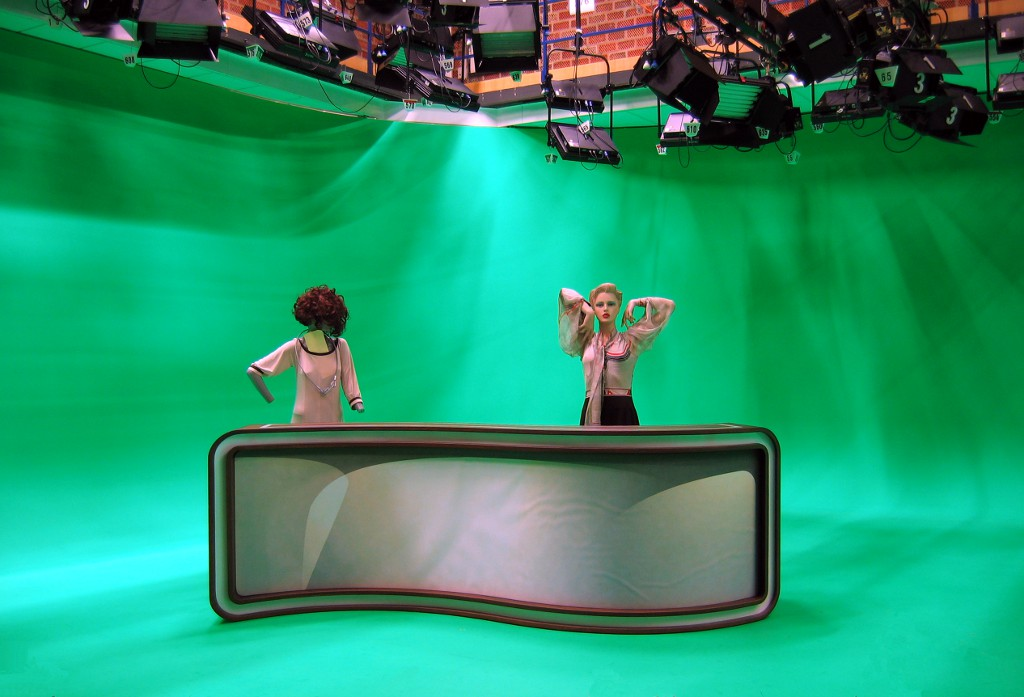
Estudio de televisión virtual con la técnica de pantalla verde.

Para que el fondo reproduzca el mismo movimiento de cámara que la imagen original, durante el rodaje se fijan en la pared del plató unos puntos de seguimiento, que después son detectados por la computadora y su movimiento transferido al nuevo fondo. Otra técnica para lograr esto, muy utilizada en televisión, consiste en rodar en un plató virtual cuyas cámaras transmiten en directo las coordenadas de sus movimientos a la computadora, y este a su vez las aplica, también en tiempo real, al nuevo fondo, un escenario creado digitalmente en tres dimensiones.

### Procesamiento de un telón de fondo verde
El color verde se utiliza actualmente como un telón de fondo más que cualquier otro color, porque los sensores de imagen en cámaras de vídeo digitales son más sensibles al verde, debido al patrón de Bayer (https://3lentes.com/patron-de-bayer-que-significa/ Archivado el 15 de noviembre de 2019 en Wayback Machine.) asignan más píxeles en el canal verde, imitando aumento de la sensibilidad del ojo humano a la luz verde.
Por lo tanto, el canal de la cámara verde contiene un ruido menor y puede producir una máscara más limpia. Además, se necesita menos luz para iluminar el color verde, de nuevo debido a la mayor sensibilidad del verde en los sensores de imagen. El uso del verde ha aumentado debido a que el fondo azul puede coincidir con el color de los ojos del sujeto o elementos comunes, como los pantalones vaqueros.

### Procesamiento de un telón de fondo azul

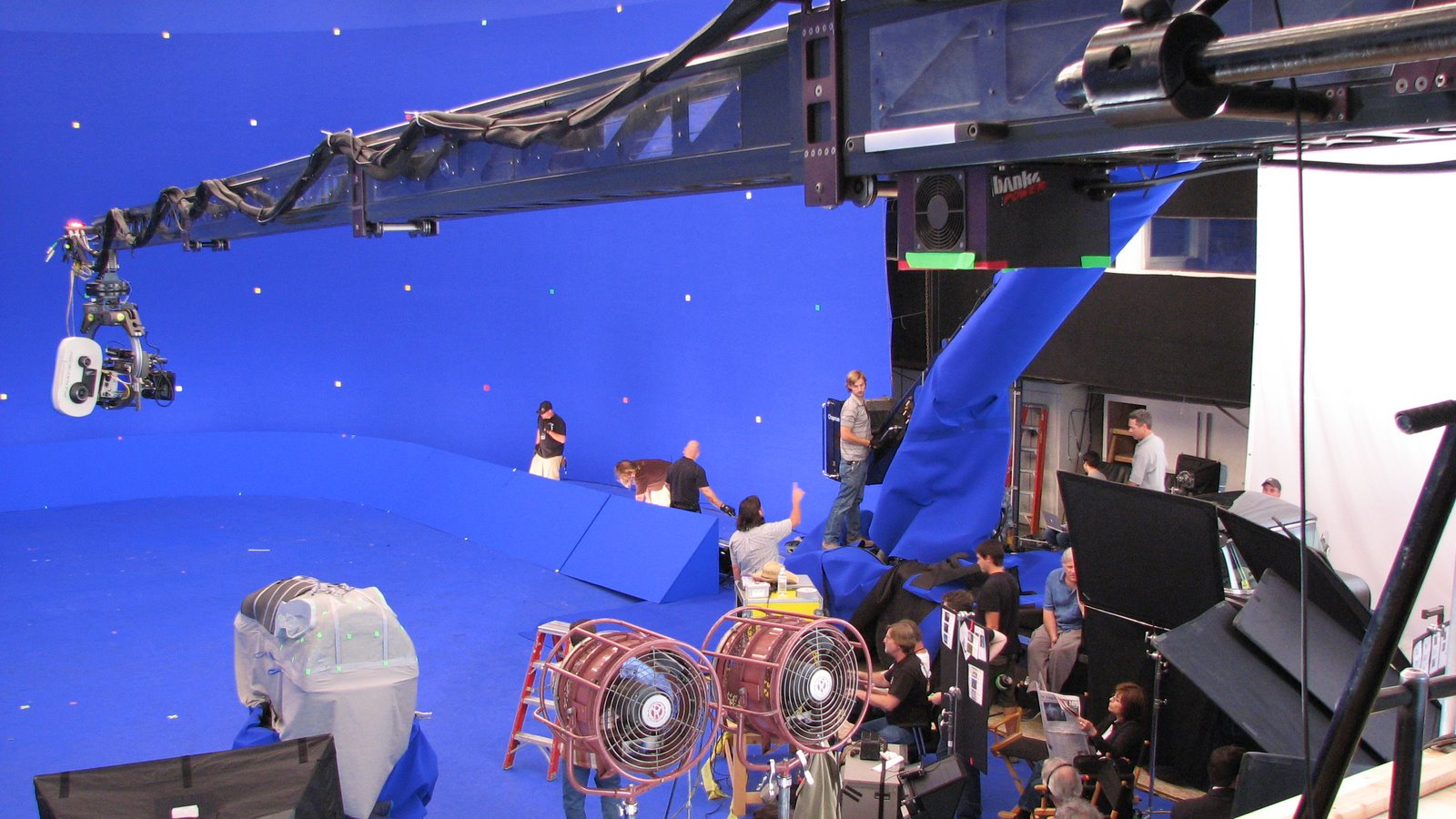
Una escena de efectos especiales en Las Crónicas de Spiderwick, donde se utiliza la clave de color de pantalla azul en esta preparación.

Antes de usar la clave de color digital, la pantalla azul se utilizaba en la realización de películas. La negativa de color de la cámara fue impresa en alto contraste de películas en blanco y negro, utilizando un filtro o la sensibilidad de color de la película en blanco y negro de limitarlo al canal azul. Suponiendo que esta película fue un negativo que produjo claro dónde estaba la pantalla azul, negro en otro lugar, excepto que también produjo claro para todos los objetos blancos (ya que también contenían azul). La eliminación de estas manchas podría ser realizado por una adecuada doble exposición con el color positivo, y muchas otras técnicas. 
El resultado final fue un fondo claro con una forma opaca del sujeto en el centro. Esto se llama un mate femenino, similar a un mate alfa en manipulación digital. Copia de esta película en otro negativo de alto contraste produjo el mate masculino opuesto. A continuación, la negativa de fondo estaba lleno de la mate femenino y expuesto en una tira final de la película, el negativo de cámara estaba lleno con el mate masculina fue doble impresa sobre esta misma película. Estas dos imágenes combinadas juntas crean el efecto final.
El azul fue el preferido como telón de fondo antes de la modulación digital, se convirtió en un lugar común debido a la existencia de película de alto contraste que era sensible solamente al color azul.

### Los factores principales
El factor más importante para una clave es la separación de color del primer plano (el sujeto) y el fondo (la pantalla) - una pantalla azul se utilizará si el sujeto es predominantemente verde (por ejemplo, plantas), a pesar de que la cámara es más sensible al verde ligero.
En TV analógica en color, el color está representado por la fase del croma de la subportadora con respecto a un oscilador de referencia. La clave de color se logra mediante la comparación de la fase de la vídeo a la fase correspondiente al color preseleccionado. Dentro de la fase de partes del vídeo se sustituyen por el suplente vídeo de fondo.
En la televisión digital en color, el color está representado por tres números (rojos, azules, los niveles de intensidad de verde). La clave de color se consigue mediante una comparación numérica simple entre el vídeo y el color preseleccionado. Si el color en un punto particular en la pantalla coincide con (ya sea exactamente, o en un rango), entonces el vídeo en ese punto se sustituye por el fondo alternativo

## Ejemplos
En el cine, el croma es un recurso muy utilizado en escenas en las que intervienen escenarios creados por computadora o que son prácticamente imposibles de rodar en la realidad. Por ejemplo, la capa de invisibilidad que aparece en las películas de Harry Potter, o las naves de Star Wars.
En televisión uno de los casos más cotidianos y utilizados es el de los servicios de meteorología de los informativos, donde el presentador se coloca delante de un fondo de color uniforme, para luego integrarse los mapas generados por computadora. El resultado final es prácticamente perfecto.

## Dificultades

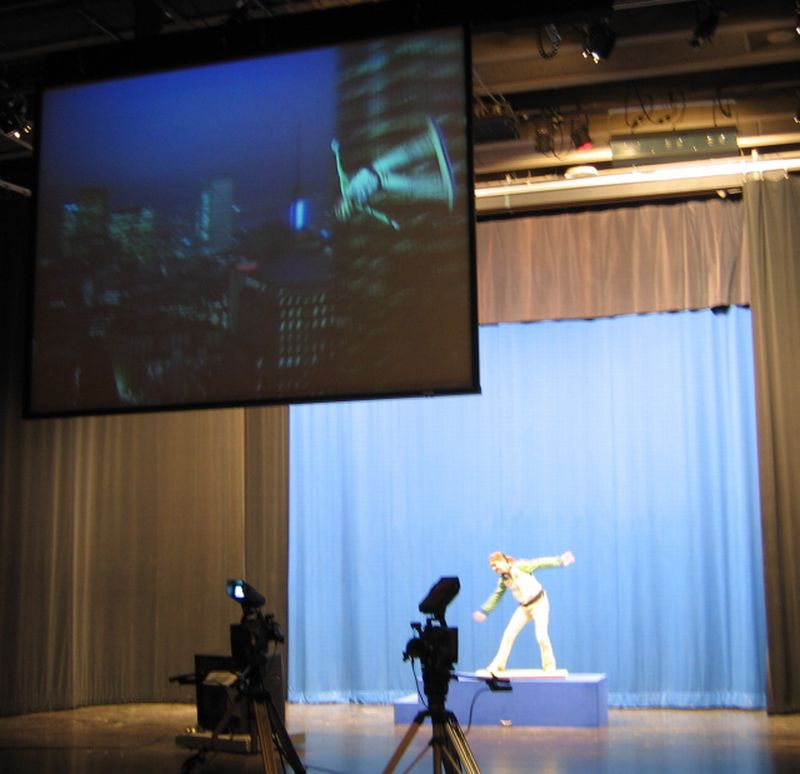
Demostración de la creación de técnicas de efectos especiales que utilizan el croma.

El principal problema de los directores de fotografía tanto para cine, publicidad o televisión es conseguir un color uniforme en el que el forillo (fondo de tela montado en un bastidor) o ciclorama esté iluminado de manera uniforme y sin sombras ni arrugas.

### Ropa
Un tema clave de color es que se debe evitar el uso de ropa que sea similar en color a la clave de color (a menos que, por ejemplo, intencionalmente se lleve un top verde para que parezca que el sujeto no tiene cuerpo), debido a que la ropa puede ser sustituido por el fondo vídeo. Un ejemplo de uso intencional de esto es cuando un actor lleva una cubierta azul sobre una parte de su cuerpo para que sea invisible en la toma final. Esta técnica se puede utilizar para lograr un efecto similar a la utilizada en las películas de Harry Potter para crear el efecto de una capa de invisibilidad. El actor también se puede filmar en contra de un fondo croma y se inserta en el fondo una toma con un efecto de distorsión, con el fin de crear una capa que es ligeramente detectable.

### Iluminación
El mayor reto al configurar una pantalla azul o pantalla verde es aún la iluminación y la evitación de la sombra, porque es mejor tener tan estrecho una gama de colores de lo posible que se sustituye. Una sombra se presentaría como un color más oscuro a la cámara y podría no registrarse para su sustitución. Esto a veces se puede ver en bajo presupuesto o transmisiones en vivo donde los errores no pueden ser reparados de forma manual. El material que se utiliza afecta a la calidad y facilidad de estar uniformemente. Los materiales que son brillantes serán mucho menos éxito que las que no lo son. Una superficie brillante tendrá áreas que reflejan las luces haciéndolos aparecer pálido, mientras que otras áreas pueden ser oscurecidos. Una superficie mate se difundirá la luz reflejada y tienen una gama más uniforme color. Con el fin de conseguir la llave limpia de grabar la pantalla verde es necesario crear una diferencia de valor entre el sujeto y la pantalla verde. Para diferenciar el tema de la pantalla, una diferencia de dos paradas se puede utilizar, ya sea haciendo la pantalla verde dos paradas más altos que el sujeto, o viceversa.

### Exposición
Otro desafío para la pantalla azul o verde es que se consiga una exposición correcta para la cámara. La subexposición o la sobreexposición de un telón croma puede llevar a niveles de saturación pobres. En el caso de las cámaras de vídeo, las imágenes subexpuestas pueden contener altas cantidades de ruido. El croma debe ser lo suficientemente brillante como para permitir que la cámara pueda crear una imagen brillante y saturada.

## Programas de croma
Algunos de los programas para utilizar el croma son:

### Para vídeo
- Blender
- Kdenlive
- Cinelerra
- Final Cut Pro
- Adobe Premiere
- Adobe After Effects
- MAGIX Video deluxe
- Sony Vegas
- Wax
- iMovie
- Camtasia Studio
- OpenShot

### Para fotografía
- Adobe Photoshop.
- GIMP